# Breaking na Letnich Igrzyskach Olimpijskich 2024 – mężczyźni
Zawody indywidualne mężczyzn (B-Boys) w breakingu podczas Letnich Igrzysk Olimpijskich 2024 odbyły się 10 sierpnia 2024 na Place de la Concorde.
Philip Kim (B-Boy Phil Wizard) z Kanady zdobył złoty medal, Danis Civil (B-Boy Dany Dann) z Francji zdobył srebro, a Victor Montalvo (B-Boy Victor) ze Stanów Zjednoczonych wywalczył brązowy medal.

## Wyniki

### Faza grupowa

#### Grupa A
| Pozycja | Zawodnik          | Pseudonim | Reprezentacja     | Rundy | Głosy | Uwagi |
| ------- | ----------------- | --------- | ----------------- | ----- | ----- | ----- |
| 1.      | Victor Montalvo   | Victor    | Stany Zjednoczone | 5     | 35    | Q     |
| 2.      | Shigeyuki Nakarai | Shigekix  | Japonia           | 4     | 38    | Q     |
| 3.      | Qi Xiangyu        | Lithe-ing | Chiny             | 3     | 27    |       |
| 4.      | Hiroto Ono        | Hiro10    | Japonia           | 0     | 8     |       |

#### Grupa B
| Pozycja | Zawodnik          | Pseudonim   | Reprezentacja | Rundy | Głosy | Uwagi |
| ------- | ----------------- | ----------- | ------------- | ----- | ----- | ----- |
| 1.      | Philip Kim        | Phil Wizard | Kanada        | 5     | 40    | Q     |
| 2.      | Danis Civil       | Dany Dann   | Francja       | 4     | 37    | Q     |
| 3.      | Ołeh Kuzniecow    | Kuzya       | Ukraina       | 3     | 29    |       |
| 4.      | Jeffrey Dan Arpie | J Attack    | Australia     | 0     | 2     |       |

#### Grupa C
| Pozycja | Zawodnik         | Pseudonim | Reprezentacja     | Rundy | Głosy | Uwagi |
| ------- | ---------------- | --------- | ----------------- | ----- | ----- | ----- |
| 1.      | Jeffrey Louis    | Jeffro    | Stany Zjednoczone | 5     | 37    | Q     |
| 2.      | Lee-Lou Demierre | Lee       | Holandia          | 4     | 29    | Q     |
| 3.      | Kim Hong-Yul     | Hong 10   | Korea Południowa  | 2     | 27    |       |
| 4.      | Gaetan Alin      | Lagaet    | Francja           | 1     | 15    |       |

#### Grupa D
| Pozycja | Zawodnik       | Pseudonim | Reprezentacja   | Rundy | Głosy | Uwagi |
| ------- | -------------- | --------- | --------------- | ----- | ----- | ----- |
| 1.      | Menno van Gorp | Menno     | Holandia        | 6     | 49    | Q     |
| 2.      | Amir Zakirov   | Amir      | Kazachstan      | 4     | 29    | Q     |
| 3.      | Sun Chen       | Quake     | Chińskie Tajpej | 2     | 26    |       |
| 4.      | Bilal Mallakh  | Billy     | Maroko          | 0     | 4     |       |

### Faza pucharowa
|  |              |              |              |             |        |           |           |           |                    |                    |                    |       |       |
|  | Ćwierćfinały | Ćwierćfinały | Ćwierćfinały |             |        | Półfinały | Półfinały | Półfinały |                    |                    | Finał              | Finał | Finał |
|  | Ćwierćfinały | Ćwierćfinały | Ćwierćfinały |             |        | Półfinały | Półfinały | Półfinały |                    |                    | Finał              | Finał | Finał |
|  |              |              |              |             |        |           |           |           |                    |                    |                    |       |       |
|  |              |              |              |             |        |           |           |           |                    |                    |                    |       |       |
|  | Dany Dann    | Dany Dann    | 2 (14)       |             |        |           |           |           |                    |                    |                    |       |       |
|  | Dany Dann    | Dany Dann    | 2 (14)       |             |        |           |           |           |                    |                    |                    |       |       |
|  | Jeffro       | Jeffro       | 1 (13)       |             |        |           |           |           |                    |                    |                    |       |       |
|  | Jeffro       | Jeffro       | 1 (13)       |             |        | Dany Dann | Dany Dann | 2 (15)    |                    |                    |                    |       |       |
|  |              |              |              |             |        | Dany Dann | Dany Dann | 2 (15)    |                    |                    |                    |       |       |
|  |              |              | Victor       | Victor      | 1 (12) |           |           |           |                    |                    |                    |       |       |
|  | Victor       | Victor       | Victor       | Victor      | 1 (12) | 3 (24)    |           |           |                    |                    |                    |       |       |
|  | Victor       | Victor       |              |             |        |           |           |           |                    |                    |                    |       |       |
|  | Amir         | Amir         | 0 (3)        |             |        |           |           |           |                    |                    |                    |       |       |
|  | Amir         | Amir         | 0 (3)        |             |        | Dany Dann | Dany Dann | 0 (4)     |                    |                    |                    |       |       |
|  |              |              |              |             |        |           |           |           |                    |                    |                    |       |       |
|  |              |              | Phil Wizard  | Phil Wizard | 3 (23) |           |           |           |                    |                    |                    |       |       |
|  | Shigekix     | Shigekix     | Phil Wizard  | Phil Wizard | 3 (23) | 3 (22)    |           |           |                    |                    |                    |       |       |
|  | Shigekix     | Shigekix     |              |             |        |           |           |           |                    |                    |                    |       |       |
|  | Menno        | Menno        | 0 (5)        |             |        |           |           |           |                    |                    |                    |       |       |
|  | Menno        | Menno        | 0 (5)        |             |        | Shigekix  | Shigekix  | 0 (10)    | Bitwa o 3. miejsce | Bitwa o 3. miejsce | Bitwa o 3. miejsce |       |       |
|  |              |              |              |             |        | Shigekix  | Shigekix  | 0 (10)    | Bitwa o 3. miejsce | Bitwa o 3. miejsce | Bitwa o 3. miejsce |       |       |
|  |              |              | Phil Wizard  | Phil Wizard | 3 (17) |           |           |           |                    |                    |                    |       |       |
|  | Lee          | Lee          | Phil Wizard  | Phil Wizard | 3 (17) | 0 (8)     |           |           |                    |                    |                    |       |       |
|  | Lee          | Lee          |              |             |        |           |           | Victor    | Victor             | 3 (20)             |                    |       |       |
|  | Phil Wizard  | Phil Wizard  | 3 (19)       |             |        |           |           | Victor    | Victor             | 3 (20)             |                    |       |       |
|  | Phil Wizard  | Phil Wizard  | 3 (19)       |             |        | Shigekix  | Shigekix  | 0 (7)     |                    |                    |                    |       |       |
|  |              |              |              |             |        | Shigekix  | Shigekix  | 0 (7)     |                    |                    |                    |       |       |